# Stefan Johansen
Stefan Marius Johansen (Vardø, 8 de enero de 1991) es un futbolista noruego que juega de centrocampista y se encuentra sin equipo tras abandonar el Sarpsborg 08 FF.

## Clubes
| Club                                | País       | Año       |
| ----------------------------------- | ---------- | --------- |
| F. K. Bodø/Glimt                    | Noruega    | 2006-2011 |
| Strømsgodset IF                     | Noruega    | 2011-2014 |
| Celtic F. C.                        | Escocia    | 2014-2016 |
| Fulham F. C.                        | Inglaterra | 2016-2021 |
| West Bromwich Albion F. C. (cedido) | Inglaterra | 2019      |
| Queens Park Rangers F. C. (cedido)  | Inglaterra | 2021      |
| Queens Park Rangers F. C.           | Inglaterra | 2021-2023 |
| Sarpsborg 08 FF                     | Noruega    | 2024      |

## Palmarés

### Campeonatos nacionales
| Título                     | Club            | País    | Año     |
| -------------------------- | --------------- | ------- | ------- |
| Tippeligaen                | Strømsgodset IF | Noruega | 2013    |
| Scottish Premiership       | Celtic F. C.    | Escocia | 2013-14 |
| Copa de la Liga de Escocia | Celtic F. C.    | Escocia | 2014-15 |
| Scottish Premiership       | Celtic F. C.    | Escocia | 2014-15 |
| Scottish Premiership       | Celtic F. C.    | Escocia | 2015-16 |